# HIIT
HIIT (ang. High Intensity Interval Training – trening interwałowy o wysokiej intensywności) – forma strategii treningu fizycznego polegająca na przeplataniu krótkich okresów bardzo intensywnego wysiłku krótkimi okresami umiarkowanego wysiłku. Typowy czas trwania całego treningu HIIT wynosi od kilkunastu do dwudziestu paru minut. Skumulowanie intensywnego wysiłku w krótkim czasie, jest nabierającą popularności formą treningu przez sportowców zarówno zawodowych jak i amatorskich.

## Znaczenie
HIIT staje się bardzo popularną formą treningu nie tylko wśród sportowców, ze względu na jego korzystny wpływ na spalanie tkanki tłuszczowej. Badania pokazują, że w porównaniu do klasycznych ćwiczeń aerobowych trening interwałowy prowadzi do spalenia nawet do trzech razy większej ilości tkanki tłuszczowej przy jednoczesnym o połowę mniejszym wysiłku energetycznym i ponad połowę krótszym czasie treningu.
Działanie takie związane jest z utrzymującym się od kilku nawet do kilkunastu godzin po zakończeniu treningu podwyższonym metabolizmie kwasów tłuszczowych, co prowadzi do zwiększonego spalania tkanki tłuszczowej nawet po zakończeniu ćwiczeń. Zjawisko takie nie występuje przy tradycyjnie nisko i średnio intensywnych ćwiczeniach aerobowych.
Ze względu na intensywny charakter trening ma też korzystny wpływ na wydolność tlenową organizmu. Badania na grupie przeciętnie wytrenowanych kobiet i mężczyzn wykazały wzrost wydolności tlenowej o ponad 100% po zaledwie sześciu treningach interwałowych przeprowadzonych na przestrzeni dwóch tygodni.

## Historia
Historia HIIT (High-Intensity Interval Training) — czyli treningu interwałowego o wysokiej intensywności — jest dłuższa, niż mogłoby się wydawać. Choć dziś kojarzymy go głównie z nowoczesnymi siłowniami i aplikacjami fitness, jego korzenie sięgają pierwszej połowy XX wieku. Oto krótki zarys historii HIIT:

### Początki: lata 30. i 40. XX wieku
Już w latach 30. i 40. trenerzy sportowców zauważyli, że krótkie okresy intensywnego wysiłku przeplatane z odpoczynkiem dają świetne rezultaty. Przykładem może być:
- Woldemar Gerschler (niemiecki trener i sportowiec zawodowy) i dr Hans Reindell (kardiolog i sportowiec hobbistyczny), którzy w latach 30. opracowali trening interwałowy dla biegaczy, łącząc krótkie, intensywne biegi z przerwami na regenerację.
- Ten system był z powodzeniem wykorzystywany przez lekkoatletów w przygotowaniach do zawodów, np. przez słynnego czeskiego biegacza Emila Zátopka w latach 40. i 50.

### Lata 90.: Przełom naukowy
- W 1996 roku japoński naukowiec dr Izumi Tabata opublikował badania nad nowym protokołem interwałowym. Grupa sportowców wykonywała 20 sekund maksymalnego wysiłku + 10 sekund odpoczynku, powtarzane przez 4 minuty.
- Okazało się, że taki trening znacząco poprawia zarówno wydolność tlenową, jak i beztlenową.
- Ten protokół został nazwany Tabata i do dziś jest jedną z najbardziej znanych form HIIT.

### XXI wiek: Boom na HIIT w fitnessie
- Z początkiem lat 2010 HIIT zaczął zdobywać popularność poza światem sportu zawodowego — wśród osób trenujących rekreacyjnie.
- Przyczyniły się do tego m.in.:
  - rosnąca popularność programów typu Insanity, CrossFit, T25, Calypso
  - badania naukowe potwierdzające, że krótki, intensywny trening może być równie skuteczny (lub skuteczniejszy) niż dłuższy trening umiarkowany,
  - styl życia współczesnego człowieka — HIIT stał się atrakcyjny ze względu na oszczędność czasu.